# Альтен, Рённёуг
Рённёуг Альтен (норв. Rønnaug Alten; 9 февраля 1910, Тромсё — 20 января 2001, Осло) — норвежская актриса и режиссёр. Работала главным образом в театре, однако в 1981 году была удостоена шведской премии «Золотой жук» за лучшую женскую роль.

## Театр

### Актриса

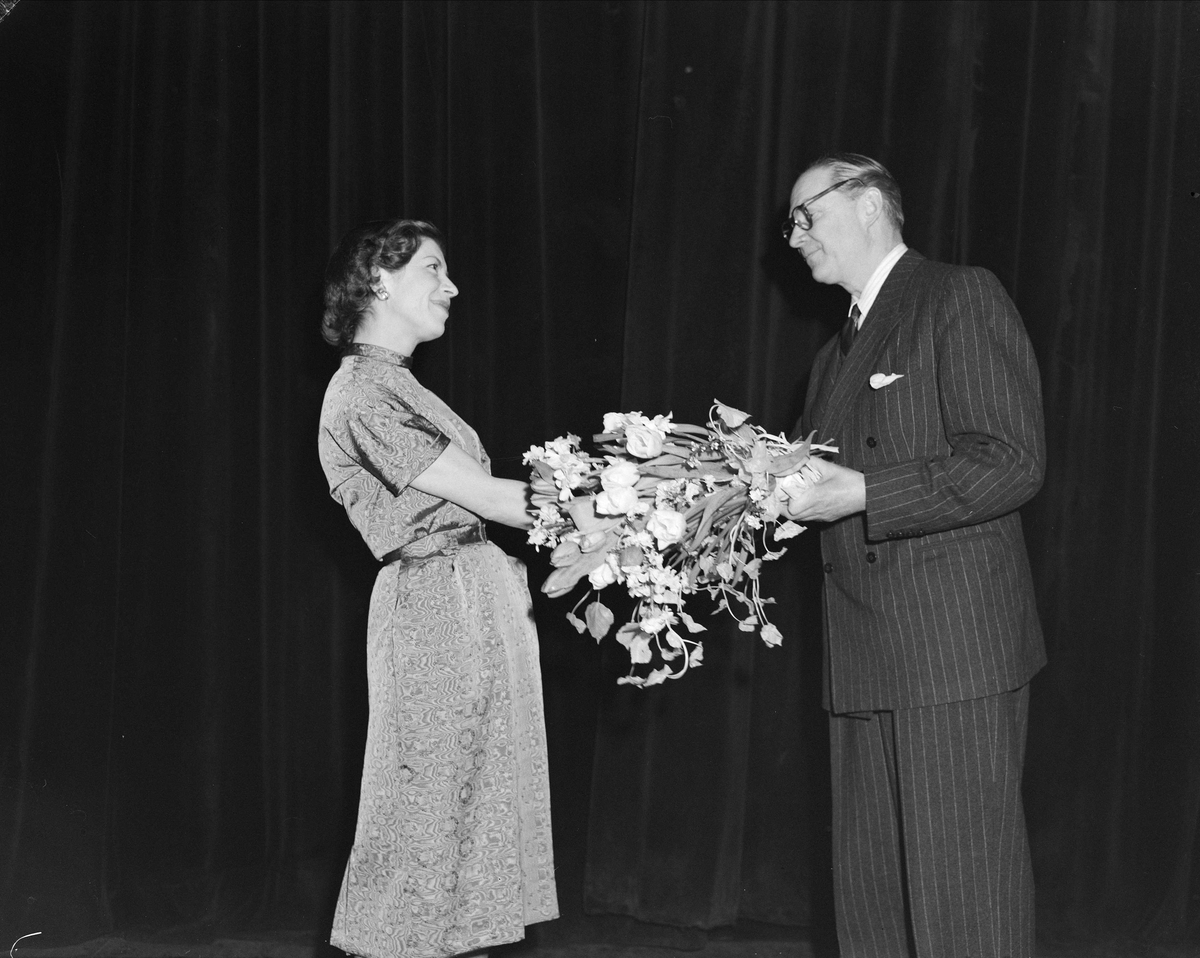
Рённёуг Альтен на премьере Kranes konditori 15 Февраля 1951 года (фото: Лейф Эрнелунд, Музей Осло)

Альтен дебютировала в 1930 году в роли Виолы в спектакле Национальной сцены по пьесе Шекспира «Двенадцатая ночь», где её партнёром был муж Георг Лёккеберг. С 1931 по 1938 год играла в Новом театре Осло, в 1935 — в Норвежском национальном театре, с 1945 по 1948 — в театре Трёнделаг, с 1949 по 1951 — в Рикстеатрет, в который затем вернулась в 1975 году. Также участвовала в спектаклях Фолкетеатрет. С 1972 по 1974 год участвовала в создании и становлении «Театрет ворт» в Молде. Среди её ролей — заглавная роль в спектакле по пьесе Винс-Йерсена Anne Pedersdotter, главные роли в спектаклях по пьесам Ибсена «Гедда Габлер» и «Росмерсхольм». Альтен также исполнила центральные роли в постановках «Долгий день уходит в ночь» Юджина О’Нила и «Цветущая вишня» Роберта Болта.
В 1962 году Альтен сыграла ведущую роль телеспектакле норвежского телевидения Kranes konditori, основанном на одноимённом романе Коры Санделс. В 1968 году актриса снова появилась в театральной постановке на телевидении, исполнив роль фру Мари Дарре в драме Хельге Крога «На пути». В том же году наэкраны вышел телеспектакль Den Røde Pimpernel с участием Альтен: она сыграла в эпизодах Madame Guillotine arbeider и Spion på Lord Grenvilles ball. В 1969 году её пригласили в криминальный телесериал Taxi, а в 1970 году она снялась в телеспектакле Yerma по пьесе Федерико Гарсиа Лорка. В 1977 году Альтен получила главную роль в телеспектакле по пьесе Иштвана Эркеня Kattelek: она сыграла Орбан, а её партнёром стал Тордис Мёурстадс. В 1989 году на телевидении вышел спектакль Om sirupsnipper, om døden og Zorba og litt til, в котором главные роли исполнили Рённёуг Альтен и Мариус Подольски-Рёдстен. Этот спектакль в первую очередь предназначался для молодежи, сценарий написал Стеффен Йоханссен.

### Режиссёр
В качестве театрального режиссёра Альтен зарекомендовала себя спектаклями по пьесам «Поражение» Нурдаля Грига, «Эвридика» и «Бекет» Жана Ануя.
В 1960-х годах норвежское телевидение транслировало телеспектакль En inspektør по пьесе Джона Пристли «Визит инспектора». Режиссёром также выступила Рённёуг Альтен.
В 1962 году Альтен перевела и поставила для телетеатра спектакль по трагедии французского драматурга Жана Ануя «Эвридика».

### «Это нас не касается!»
В 1964 году Рённёуг Альтен вместе с Меретой Скавлан написала сценарий «Это нас не касается!» (норв. Det angår ikke oss!), рассказывающего об отношении нацистов к евреям. Тексты были частично основаны на документальных материалах, частично на произведения Симоны де Бовуар, Бертольда Брехта, Ольги Чапек, Юхана Боргена и Арнульф Эверланна. Ян Эрик Йовенн и Поль Скоэ выступили режиссёрами спектакля, премьера которого состоялась в Высшей технической школе Осло. Позже он был показан в ряде других училищ. Спектакль упоминался многими средствами массовой информации, и в 1965 году был превращён в телеспектакль норвежского телевидения. Его режиссировала сама Альтен. Ни Альтен, ни Скавлан на сцене не появлялись.

### В кино
Дубют Рённёуг Альтен в кинематографе состоялся в фильме Олафа Дальгардса Vi bygger landet  (1936). Как режиссёр, Альтен участвовала в создании фильма By og land hand i hand (1937). Её кинокарьера насчитывает небольшое число ролей однако все они значительны. Среди них выделяются роли в Kranes konditori (1951; позже вышла телевизионная версия фильма), Liten Ida (1981, премия «Золотой жук» за лучшую женскую роль), Hjem går vi ikke (1955) (1955), «Линия» (1961) и Vaktpostene (1965).

### Личная жизнь
Была замужем за Георгом Лёккебергом. Дети — Поль Лёккерберг и Сесиль Лёккерберг.

## Награды и премии
- 1982 — Премия «Золотой жук» Шведского института кино за роль миссис Ревосен в фильме Liten Ida.
- 1958 — Премия Ассоциации норвежских критиков за роль Изобел в спектакле по пьесе Роберта Болта «Цветущая вишня».

## Фильмография

### Актриса

#### Кино
- Liten Ida (1981) — миссис Ревосен
- Vaktpostene (1965) — Ханна
- Klokker i måneskinn (1964) — мисс Фубре
- «Линия» (1961) — мать Якоба
- Hjem går vi ikke (1955) — Мари
- Kranes konditori (1951) …. Катинка Стурдаль
- Kjærlighet og vennskap (1941) — Рагна
- By og land hand i hand (1937) — Тора Ларсен
- Vi bygger landet (1936) — Тора Кнудсен

#### Телевидение
- Taxi (1969, мини-сериал)

#### Телетеатр
- Kattelek (1977) — Гиза
- Kranes konditori (1963) — Катинка Стурдаль

### Режиссёр
- Catilinas draum (1974, Teatret vårt)
- Ordet (1973, Teatret vårt)
- «Это нас не касается» (1965, телетеатр)

## Театральные работы

### Teatret vårt
- Lykke-Pers reise (1974)
- Kvinnene langs fjorden (1973)
- Tvillingene (1972)

### Норвежский национальный театр
- Regnskapets dag (1987)
- Den forvandlede brudgom (1935)
- Vår ære og vær makt (1935)